# Mathieu Ysoré d'Hervault de Pleumartin
Mathieu Ysoré d'Hervault de Pleumartin, né en 1647 et mort le 8 juillet 1716 à Saint-Maixent, est un prélat du XVIIe siècle et du début du XVIIIe siècle. Il est successivement évêque de Condom puis archevêque de Tours.

## Biographie
Mathieu est le 3e fils de Georges Ysoré ou Isoré (1606-1678), marquis d'Hervault et de Pleumartin, lieutenant-général pour le roi en Touraine, et de Marie de Roncherolles, fille de Pierre, « 1er Baron de Normandie ». Mathieu Ysoré fut tenu sur les fonts baptismaux par Mathieu Molé, premier président du Parlement de Paris. Il fait ses études au collège de Navarre où il obtient sa Maîtrise ès arts en 1666 sa licence de théologie en 1674 et son doctorat en 1681. Il est ordonné prêtre en 1678. Il prêche plusieurs fois en présence d’Anne d’Autriche qui le fait connaître au roi Louis XIV. Celui-ci l’envoie à Rome où il est auditeur de Rote pour la France supérieur de Saint-Louis-des-Français pendant de nombreuses années et abbé commendataire Saint-Jean d'Angély en 1688.
Il est désigné comme évêque de Condom le 8 septembre 1693 puis nommé, le 1er novembre suivant, archevêque de Tours et abbé de Saint-Maixent. il est consacré l'année suivante par François de Harlay de Champvallon l'archevêque de Paris et il meurt le 8 juillet 1716. Étroitement lié au cardinal de Noailles dans l'affaire de la Bulle Unigenitus, il se montre favorable au jansénisme et  gallican « par intérêt ou par conviction » Il serait néanmoins, aux dires de Saint-Simon, « un des prélats de France les plus éstimés ».